# Ageratina pringlei
Ageratina pringlei là một loài thực vật có hoa trong họ Cúc. Loài này được (B.L.Rob. & Greenm.) R.M.King & H.Rob. mô tả khoa học đầu tiên năm 1970.